# Gran Premio motociclistico d'Austria 1981
Il Gran Premio motociclistico d'Austria fu il secondo appuntamento del motomondiale 1981; dopo che nella stagione precedente non si poté effettuarlo a causa del maltempo, si trattò della decima edizione del Gran Premio motociclistico d'Austria valido per il motomondiale.
Si svolse il 26 aprile 1981 a Salisburgo e gareggiarono le classi 125, 350, 500, oltre ai sidecar. Ottennero la vittoria Randy Mamola in classe 500, Patrick Fernandez in 350, Ángel Nieto in 125 e Taylor-Johansson tra le motocarrozzette.

## Classe 500
Per la classe regina fu la prima presenza stagionale, non essendo stata presente in Argentina; si è imposto lo statunitense Randy Mamola vice campione del mondo l'anno precedente che ha preceduto il neozelandese Graeme Crosby e il giapponese Hiroyuki Kawasaki, tutti equipaggiati da moto Suzuki.
Ritiri e cadute hanno coinvolto diversi dei piloti più attesi come Kenny Roberts e Marco Lucchinelli.

### Arrivati al traguardo
| Pos. | Pilota              | Moto     | Tempo   | Griglia | Punti |
| ---- | ------------------- | -------- | ------- | ------- | ----- |
| 1    | Randy Mamola        | Suzuki   | 48'06"6 | 7       | 15    |
| 2    | Graeme Crosby       | Suzuki   | 48'16"5 | 1       | 12    |
| 3    | Hiroyuki Kawasaki   | Suzuki   | 48'25"1 | 5       | 10    |
| 4    | Barry Sheene        | Yamaha   | 48'27"5 | 3       | 8     |
| 5    | Boet van Dulmen     | Yamaha   | 48'28"4 | 6       | 6     |
| 6    | Kork Ballington     | Kawasaki | 48'44"7 | 11      | 5     |
| 7    | Franco Uncini       | Suzuki   | 48'55"2 | 12      | 4     |
| 8    | Jack Middelburg     | Suzuki   | 48'57"0 | 14      | 3     |
| 9    | Wil Hartog          | Suzuki   | 49'23"9 | 10      | 2     |
| 10   | Giovanni Pelletier  | Suzuki   | +1 giro | 25      | 1     |
| 11   | Philippe Coulon     | Suzuki   | +1 giro | 17      |       |
| 12   | Marc Fontan         | Yamaha   | +1 giro | 13      |       |
| 13   | Takazumi Katayama   | Honda    | +1 giro | 19      |       |
| 14   | Walter Migliorati   | Suzuki   | +1 giro | 21      |       |
| 15   | Seppo Rossi         | Suzuki   | +1 giro | 22      |       |
| 16   | Christian Estrosi   | Suzuki   | +1 giro | 37      |       |
| 17   | Sergio Pellandini   | Suzuki   | +1 giro | 25      |       |
| 18   | Henk de Vries       | Suzuki   | +1 giro | 26      |       |
| 19   | Josef Hage          | Yamaha   | +1 giro | 29      |       |
| 20   | Michael Schmid      | Suzuki   | +1 giro | 31      |       |
| 21   | Alain Röthlisberger | Suzuki   | +2 giri | 27      |       |
| 22   | Lennart Bäckström   | Suzuki   | +2 giri | 36      |       |

### Ritirati
| Pilota            | Moto          | Motivo | Griglia |
| ----------------- | ------------- | ------ | ------- |
| Kenny Roberts     | Yamaha        |        | 8       |
| Christian Sarron  | Yamaha        |        | 4       |
| Michel Frutschi   | Yamaha        |        | 9       |
| Marco Lucchinelli | Suzuki        |        | 2       |
| Graziano Rossi    | Morbidelli    |        | 32      |
| Sadao Asami       | Yamaha        |        | 15      |
| Stu Avant         | Suzuki        |        | 23      |
| Gustav Reiner     | Solo          |        | 33      |
| Raffaele Pasqual  | Yamaha        |        | 30      |
| Michel Frutschi   | Yamaha        |        | 9       |
| Graeme Geddes     | Yamaha        |        | 24      |
| Bernard Fau       | Yamaha        |        | 35      |
| Patrick Fernandez | Bimota-Yamaha |        | 16      |
| Jon Ekerold       | Bimota-Yamaha |        | 28      |

## Classe 350
Arrivo molto ravvicinato per i primi tre piloti al traguardo, nell'ordine il francese Patrick Fernandez, il tedesco Anton Mang e il sudafricano Jon Ekerold. Quest'ultimo, vincitore della prova precedente, è in testa alla classifica provvisoria iridata.
Incidente in corsa per l'italiano Walter Villa che ha subito delle fratture alle costole e per il francese Michel Rougerie la cui moto ha preso fuoco.

### Arrivati al traguardo
| Pos. | Pilota            | Moto          | Tempo   | Griglia | Punti |
| ---- | ----------------- | ------------- | ------- | ------- | ----- |
| 1    | Patrick Fernandez | Bimota-Yamaha | 50'08"9 | 3       | 15    |
| 2    | Anton Mang        | Kawasaki      | 50'09"2 | 1       | 12    |
| 3    | Jon Ekerold       | Solo          | 50'09"5 | 2       | 10    |
| 4    | Graeme Geddes     | Bimota-Yamaha | 50'37"8 | 9       | 8     |
| 5    | Carlos Lavado     | Yamaha        | 50'08"9 | 5       | 6     |
| 6    | Keith Huewen      | Yamaha        | 51'12"7 | 11      | 5     |
| 7    | Jacques Cornu     | Yamaha        | 51'14"3 | 7       | 4     |
| 8    | Thierry Espié     | Bimota-Yamaha | 51'28"8 | 12      | 3     |
| 9    | Tony Head         | Yamaha        | 51'29"2 |         | 2     |
| 10   | Edi Stöllinger    | Kawasaki      | 51'29"9 |         | 1     |
| 11   | Bruno Kneubühler  | Yamaha        | 51'38"9 |         |       |
| 12   | Paolo Ferretti    | Yamaha        | +1 giro |         |       |

### Ritirati
| Pilota              | Moto     | Motivo | Griglia |
| ------------------- | -------- | ------ | ------- |
| Alan North          | Yamaha   |        | 6       |
| Éric Saul           | Yamaha   |        | 8       |
| Siegfried Minich    | Yamaha   |        | 10      |
| Walter Villa        | Yamaha   |        |         |
| Michel Rougerie     | Yamaha   |        |         |
| Peter Looijesteijn  | Yamaha   |        | 25      |
| Jean-François Baldé | Kawasaki |        | 4       |

## Classe 125
Per la seconda gara consecutiva le due Minarelli ufficiali si piazzano ai primi due posti della classifica, con lo spagnolo Ángel Nieto che precede l'italiano Loris Reggiani; al terzo posto è giunto il campione mondiale dell'anno precedente, l'italiano Pier Paolo Bianchi.

### Arrivati al traguardo
| Pos. | Pilota              | Moto       | Tempo   | Griglia | Punti |
| ---- | ------------------- | ---------- | ------- | ------- | ----- |
| 1    | Ángel Nieto         | Minarelli  | 47'12"9 | 2       | 15    |
| 2    | Loris Reggiani      | Minarelli  | 47'18"3 | 3       | 12    |
| 3    | Pier Paolo Bianchi  | MBA        | 47'18"9 | 1       | 10    |
| 4    | Eugenio Lazzarini   | Iprem      | 48'21"6 | 6       | 8     |
| 5    | Gerhard Waibel      | MBA        | 48'33"8 | ?       | 6     |
| 6    | Hans Müller         | MBA        | 48'34"2 | 7       | 5     |
| 7    | Per-Edvard Carlsson | MBA        | +1 giro | 12      | 4     |
| 8    | Maurizio Vitali     | MBA        | +1 giro |         | 3     |
| 9    | Hans-Jürgen Hummel  | MBA        | +1 giro |         | 2     |
| 10   | Henk van Kessel     | EGA        | +1 giro | 14      | 1     |
| 11   | Willy Pérez         | MBA        |         |         |       |
| 12   | Yves Dupont         | MBA        |         |         |       |
| 13   | Anton Straver       | Morbidelli |         | 20      |       |
| 14   | Thierry Noblesse    | MBA        |         |         |       |
| 15   | Johnny Wickström    | Morbidelli |         |         |       |
| 16   | Theo Timmer         | MBA        |         | 21      |       |
| 17   | Ton Spek            | MBA        |         | 23      |       |

### Ritirati
| Pilota         | Moto       | Motivo | Griglia |
| -------------- | ---------- | ------ | ------- |
| Guy Bertin     | Sanvenero  |        | 5       |
| Jacques Bolle  | Motobécane |        | 11      |
| Erich Klein    | MBA        |        | 9       |
| Hugo Vignetti  | MBA        |        | 8       |
| August Auinger | MBA        |        | 10      |

## Classe sidecar
La prima gara stagionale viene vinta dall'equipaggio campione in carica Jock Taylor-Benga Johansson, che dopo un iniziale duello distanzia Rolf Biland-Kurt Waltisperg; arrivano terzi Alain Michel-Michael Burkhard.

### Arrivati al traguardo (posizioni a punti)[5]
| Pos | Pilota            | Passeggero       | Moto          | Tempo    | Punti |
| --- | ----------------- | ---------------- | ------------- | -------- | ----- |
| 1   | Jock Taylor       | Benga Johansson  | Fowler-Yamaha | 44'26"63 | 15    |
| 2   | Rolf Biland       | Kurt Waltisperg  | LCR-Yamaha    | 44'31"87 | 12    |
| 3   | Alain Michel      | Michael Burkhard | Seymaz-Yamaha | 45'06"88 | 10    |
| 4   | Werner Schwärzel  | Andreas Huber    | Seymaz-Yamaha | +1 giro  | 8     |
| 5   | Trevor Ireson     | Clive Pollington | ?-Yamaha      | +1 giro  | 6     |
| 6   | Masato Kumano     | Kunio Takeshima  | LCR-Yamaha    | +1 giro  | 5     |
| 7   | Wolfgang Stropek  | Karl Altrichter  | ?-Yamaha      | +1 giro  | 4     |
| 8   | Siegfried Schauzu | Wilfried Dietz   | ?-Yamaha      | +1 giro  | 3     |
| 9   | Rolf Steinhausen  | Georg Willmann   | RSR-Yamaha    | +1 giro  | 2     |
| 10  | Jo van der Ven    | Tonny Troeyen    | ?-Yamaha      | +1 giro  | 1     |